# Boarstall
Boarstall är en ort och civil parish i Storbritannien.   Den ligger i kommunen Buckinghamshire och riksdelen England, i den södra delen av landet, 80 km nordväst om huvudstaden London. Boarstall ligger 99 meter över havet och antalet invånare är 128.
Terrängen runt Boarstall är huvudsakligen platt. Boarstall ligger uppe på en höjd. Runt Boarstall är det ganska tätbefolkat, med 192 invånare per kvadratkilometer. Närmaste större samhälle är Oxford, 13,6 km sydväst om Boarstall. Trakten runt Boarstall består till största delen av jordbruksmark.